# Fsck

fsck («file system consistency check») — команда UNIX, которая проверяет и устраняет ошибки в файловой системе.

## Синтаксис
Linux:
```
fsck
 
[
 
-sAVRTNP
 
]
 
[
 
-C
 
[
 
fd
 
]
 
]
 
[
 
-t
 
fstype
 
]
 
[
filesys
 
…
 
]
 
[
--
]
 
[
 
fs-specific-options
 
]

```

Solaris:
```
fsck
 
[
-F
 
FSType
]
 
[
-n
 
|
 
N
 
|
 
y
 
|
 
Y
]
 
[
-V
]
 
[
-v
]
 
[
-o
 
fs-specific-options
]
 
[
filesys
]

```

## Описание
fsck используется для проверки и, в случае необходимости, исправления ошибок одной или нескольких файловых систем. filesys может быть именем блочного устройства (например, /dev/sda7), точкой монтирования (/, /mnt/sda7 и т. д.) этого устройства, меткой раздела или UUID-индексом. Обычно fsck параллельно проверяет данные на разных физических дисках, чтобы сократить общее время, необходимое для полной проверки всех дисков.
Если файловых систем не указано и не указана опция -A, то fsck по порядку проверит файловые системы, указанные в /etc/fstab. Это эквивалентно опции -As. Код, возвращаемый fsck, является суммой следующих условий:
- 0 — нет ошибок
- 1 — ошибки файловой системы исправлены
- 2 — необходима перезагрузка системы
- 4 — ошибки файловой системы не исправлены
- 8 — в процессе проверки произошли ошибки
- 16 — неверное использование команды либо синтаксическая ошибка
- 32 — fsck была прервана пользователем
- 128 — ошибка разделяемых объектов

Код, возвращаемый fsck при проверке нескольких файловых систем, получается с помощью применения побитовой операции ИЛИ к кодам, возвращаемым каждой проверкой.
Фактически fsck представляет собой оболочку для различных средств проверки файловой системы. На Linux программа для проверки конкретной системы ищется (fsck.fstype) последовательно в /sbin, /etc/fs, /etc и в каталогах, указанных в переменной окружения $PATH. На Solaris программа для проверки конкретной системы (fsck) ищется в каталогах /etc/fs/<fstyp>/ и /usr/lib/fs/<fstyp>/, например /usr/lib/fs/ufs/fsck.